# To Kill The Child / Leaving Beirut
La chanson Leaving Beirut fut composée par Roger Waters, l'ex bassiste du groupe Pink Floyd.
Cette dernière fut écrite tardivement par l'artiste mais traite d'un épisode de sa vie qui lui tient à cœur. Cette dernière est jouée régulièrement lors de sa tournée entamée en 2006, The Dark Side of the Moon. Cette chanson est accompagnée d'un clip qui défile sur un écran géant, derrière la scène. Ce clip consiste en une bande dessinée en noir et blanc reprenant les paroles de la chanson.
La chanson s'ouvre sur le bruit de véhicules circulant sur une route. À ce moment la batterie entre en scène ainsi que le clavier avant d'être rejoints par une voix de femme. Puis Roger Waters se met à raconter son histoire:
Alors qu'il a 17 ans, sa mère lui prête sa voiture et, avec un ami, il part voyager au Proche-Orient. Sur le chemin du retour, la voiture tombe en panne près de Beyrouth. Après s'être fâché avec son ami, il décide de rentrer seul en stop jusqu'à Londres. Il est recueilli par un Libanais qui décide de l'héberger. C'est alors qu'il se rend compte que l'homme est unijambiste. Une fois à la maison, le libanais lui présente sa femme et ses enfants. Eux aussi semblent avoir souffert de la guerre.